# Orangebukig bladfågel
Orangebukig bladfågel (Chloropsis hardwickii) är en asiatisk fågel i familjen bladfåglar inom ordningen tättingar.

## Utseende
Orangebukig bladfågel är en 20 centimeter lång och färgglad, huvudsakligen grön fågel. Hanen har en svart mask som sträcker sig ner till övre delen av bröstet. På hakan är den skinande violettblå. Hättan är bronsgul och ryggen mossgrön medan vingpennor och stjärt är svarta med violettblå kanter. Mindre täckarna däremot är elektriskt blå. Undersidan är orangefärgad, i fält ofta upplevt som starkt gul. Honan har även hon orange på buken, dock enbart i mitten, liksom en ett stort blått mustaschstreck. I övrigt är hon i stort sett gräsgrön. Fåglar i södra Kina och Vietnam (underarterna lazulina och melliana, av vissa behandlad som egen art) har blågrå hätta och indigofärgat istället för svart bröst, medan honan har helgrön undersida, utan orange anstrykning.

## Läten
Sången är ihållande och melodiös, med många olika invävda fraser och härmningar. Lätena är mycket varierande, i engelsk litteratur återgivna som jamande "chair", vassa "chittick" och snabbt kvittrande "ti-ti-tsyi-tsyi-tsyi-tsyi-tsyi".

## Utbredning och systematik
Orangebukig bladfågel delas idag vanligen upp i fyra underarter med följande utbredning:
- Chloropsis hardwickii hardwickii – östra Himalaya till sydvästra Kina (sydöstra Tibet och Yunnan), Myanmar, nordvästra Thailand och norra Laos
- Chloropsis hardwickii malayana – Malackahalvön
- Chloropsis hardwickii melliana – sydöstra Kina samt norra och centrala Vietnam
- Chloropsis hardwickii lazulina – Hainan

Birdlife International och IUCN urskiljer melliana och lazulina tillsammans som den egna arten "gråkronad bladfågel".

## Ekologi
Fågeln hittas i skogskanter och ungskog. Den häckar mellan 600 meter och 2000 meters höjd i Himalaya, ovanför guldpannad bladfågel (C. aurifrons). Den häckar mellan maj och augusti och lägger två till tre ägg i ett sparsamt fodrat skålformat bo som hängts som en hammock mellan kvistar längst ut på en gren. Den är en allätare som intar leddjur, frukt och nektar.

## Status och hot
Internationella naturvårdsunionen IUCN delar upp orangebukig bladfågel i två arter och bedömer hotstatus för dessa var för sig, båda som livskraftiga. 

## Namn
Fågelns vetenskapliga artnamn hedrar Thomas Hardwicke (1756-1835), generalmajor i British Army i Indien samt samlare av specimen och naturforskare. Fågeln har på svenska även kallats orangebukad bladfågel.